# 赤×ピンク
『赤×ピンク』（あか ピンク）は、桜庭一樹による日本のライトノベル。イラストは高橋しんが担当している。ファミ通文庫（エンターブレイン）より2003年1月に刊行された後、2008年2月に角川文庫（角川書店）より新装版が発売された。

## あらすじ
六本木の廃小学校で夜な夜な行われる女性だけの非合法格闘技イベント「ガールズ・ブラッド」。そこに集結した3人の女性格闘家の姿を描いていく。

## 登場人物
まゆ
14歳に見える幼い容姿から人気を博している21歳の元OL。感情の起伏が激しい。本名は高山真由（たかやま まゆ）。
ミーコ
SM嬢であり、「女王様」としてガールズ・ブラッドでは通っている。本気の勝負よりも、観客を喜ばせることを優先させている。実はSM趣味はない。本名は山ノ辺美子（やまのべ みこ）。
皐月（さつき）
ボーイッシュな外見の女性で、同性からの人気が高いが、女性恐怖症。空手はインターハイベスト4に入るほどの腕前。本名は天王寺皐月（てんのうじ さつき）。

## 既刊一覧
- 桜庭一樹（著）・高橋しん（イラスト） 『赤×ピンク』 エンターブレイン〈ファミ通文庫〉、2003年1月24日発売[2]、ISBN 4-7577-1283-9
- 桜庭一樹（著） 『赤×ピンク』 角川書店〈角川文庫〉、2008年2月23日発売[3]、ISBN 978-4-04-428102-1

## 映画
2014年2月22日公開。R15+指定（劇場公開版）。ディレクターズ・ロングバージョンはR18+指定。

### キャスト
- 天王寺皐月 - 芳賀優里亜[4]
- 安藤千夏（上海娘リリー） - 多田あさみ[4]
- 山之辺美子（ミーコ女王様） - 水崎綾女[4]
- 高山真由（まゆ14歳） - 小池里奈[4]
- ガールズブラッドのオーナー - 山口祥行[4]
- 安田友和 - 前山剛久[4]
- 武史 - 杉原勇武[4]
- モモミー - 桃瀬美咲[4]
- コゼット - 桜木梨奈[4]
- 後白河法子 - 三田真央[4]
- 赤井天使 - 西野翔[4]
- エイミー・マディガン - 周防ゆきこ[4]
- キラー・プッシー - 大島遥[4]
- あずみ - 安田聖愛[4]
- 成嶋亮子 - 人見早苗[4]
- カオリ - YOSHI（西岡由恵・現：黒岩よし）
- 吾妻 - 島津健太郎
- 安藤乱丸 - 榊英雄[4]
- 鮫島 - 品川祐[4]
- 真由の父親 - 増田俊樹

### スタッフ
- 原作：桜庭一樹「赤×ピンク」（角川文庫）[4]
- 監督：坂本浩一[4]
- 脚本：港岳彦[4]
- 音楽：三澤康広[4]
- 主題歌：芳賀優里亜「イチル」[4]
- アクション監督：こしげなみへい[4]
- スタント協力：小池達朗
- スタント：人見早苗、藤田房代、佐川正治
- 撮影：百瀬修司[4]
- 照明：太田博[4]
- 美術：丸尾知行[4]、沖原正純[4]
- 録音：山口満大[4]
- 編集：須永弘志[4]
- 助監督：伊藤良一[4]
- 制作担当：小沼秀剛[1]
- 音楽プロデューサー：安東義史[1]
- 音楽制作：COMPANY AZA
- VFX：スタジオ・バックホーン
- 音響効果：野崎博樹
- バイクスタント：タケシレーシング
- ラボ：IMAGICA
- 製作プロダクション：角川大映スタジオ[1]
- 配給：KADOKAWA[1]
- エグゼクティブプロデューサー：井上伸一郎[1]
- 製作者：安田猛[1]、水口昌彦[1]
- 企画：菊池剛[4]
- プロデューサー：大森氏勝[4]、千綿英久[4]、丸田順悟[4]
- ラインプロデューサー：湊谷恭史[4]
- 企画・制作プロダクション：ダブルフィールド[1]、ザフール[1]
- 製作：「赤×ピンク」製作委員会（KADOKAWA、ポニーキャニオン）[1]

### 関連商品
Blu-ray / DVD
発売元はKADOKAWA 角川書店、販売元はポニーキャニオン。
- 芳賀優里亜 開花 〜映画「赤×ピンク」より〜（1枚組、2014年2月5日発売）
  - 芳賀優里亜の撮影に密着したメイキングDVD。
  - 映像特典
    - 『赤×ピンク』劇場予告編

  - 封入特典
    - 芳賀優里亜　劇中生写真
- 多田あさみ 誘い花 〜映画「赤×ピンク」より〜（1枚組、2014年2月5日発売）
  - 多田あさみの撮影に密着したメイキングDVD。
  - 映像特典
    - 『赤×ピンク』劇場予告編

  - 封入特典
    - 多田あさみ 劇中生写真
- 水崎綾女 百花乱舞 〜映画「赤×ピンク」より〜（1枚組、2014年2月5日発売）
  - 水崎綾女の撮影に密着したメイキングDVD。
  - 映像特典
    - 『赤×ピンク』劇場予告編

  - 封入特典
    - 水崎綾女 劇中生写真
- 赤×ピンク 通常版（DVD1枚組、2014年7月2日発売）
  - 本編：劇場公開版本編（R15+指定）を収録
  - 映像特典
    - 劇場予告編

  - 音声特典
    - オーディオコメンタリー「ガールズブラッド女子会with坂本監督」（芳賀優里亜×多田あさみ×水崎綾女×小池里奈×監督：坂本浩一）

  - 封入特典
    - オリジナル・ポストカード（監督・キャストサイン入り）
- 赤×ピンク ディレクターズ・ロングバージョンBOX（3枚組、2014年7月2日発売、Blu-ray / DVDでリリース）
  - ディスク1：ディレクターズ・ロングバージョン本編ディスク
    - 本編：ディレクターズ・ロングバージョン本編（R18+指定）を収録

  - ディスク2：劇場公開版本編DVD（通常版と共通）
  - ディスク3：特典DVD
    - 撮影密着メイキング“映画「赤×ピンク」ができるまで”
    - 初日舞台挨拶

  - 封入特典
    - ブックレット（16P）
    - “ガールズブラッド”キャラクターカードセット（10枚）

  - 特製アウターケース付き

書籍
- 『シナリオ』2014年3月号（シナリオ作家協会） - シナリオおよび港岳彦インタビューを掲載